# 가와구치정 (니가타현)
가와구치 정(일본어: 川口町 かわぐちまち[*])은 니가타현 기타우오누마군의 정이었다.
2010년 3월 31일에 나가오카시와 접하지는 않지만 월경지로 편입되었다.

## 지리
시나노강과 그 최대 지류인 우오노 강과의 합류점으로 정사무소 홈페이지에서도 큰 강끼리의 합류하는 경치를 강조하고 있다. 철도는 동일본 여객철도 조에쓰선 역, 이야마선의 에치고카와구치역이 있다. 도로인 간에쓰 자동차도 "에치고카와구치 인터체인지"가 소재한다.
우오누마산 고시히카리와 니시키고이의 생산을 주요 산업으로 하며 관광 시설로서 예부터 가와구치야나(오토코야마 어장)를 상징으로 삼아왔다. 최근에 양질의 온천이 개발되어 가와구치 온천과 에치고가와구치 온천 등이 개장해 인기를 끌고 있다. 2004년 10월 23일에 발생한 니가타 현 주에쓰 지진에서는 한신·아와지 대지진(효고현 남부 지진) 이래 9년 만에 최대인 진도 7을 기록했다.

## 교통

### 철도
- 동일본 여객철도
  - 이야마선
  - 조에쓰선

### 도로
- 간에쓰 자동차도
- 국도 17호선
- 국도 117호선

## 같이 보기
- 니가타현 주에쓰 지진